# Mors-Thy HB
El Mors-Thy HB es un equipo de balonmano de la localidad danesa de Nykøbing Mors. Actualmente milita en la HåndboldLigaen. El club se fundó en el año 2007 al unirse los primeros equipos de los clubes HF Mors y Thisted IK. 

## Plantilla 2024-25
|  | Porteros - 20 Oliver Larsen - 30 Svend Rughave Extremos izquierdos - 23 Henrik Tilsted - 25 Magnus Norlyk Extremos derechos - 11 Lasse Pedersen - 17 Malthe Rolighed Bull Pivots - 04 Kasper Lindgren - 15 Henrik Toft Hansen - 33 Kasper Didriksen | Laterales izquierdos - 07 Nichlas Hald - 21 Marcus Midtgaard - 36 Silas Overby Centrales - 10 Mads Svane - 18 Anton Houe - 19 Victor Norlyk Laterales derechos - 09 Kristoffer Vestergaard - 22 Gustav Sunesen - 28 Rasmus Madsen |